# Kmochův ostrov
Die Insel Kmochův ostrov ist mit etwa 58 Hektar Fläche die größere der beiden Elbinseln in Kolín. Ihren Namen trägt die Insel zu Ehren des Kolíners František Kmoch. Für Fußgänger und Radfahrer ist die Insel von beiden Ufern der Elbe erreichbar. Die gesamte Fläche der Insel nimmt ein Park ein. Die Insel wird für verschiedene Kulturveranstaltungen genutzt und besitzt eine Freilichtbühne, die im Jahr 2008 fertiggestellt wurde. Außerdem befindet sich auf der Insel ein Spielplatz und am Ufer eine Anlegestelle für Ausflugsschiffe.